# David Ruffin
David Eli Ruffin (18 de enero de 1941-1 de junio de 1991), nacido como Davis Eli Ruffin, fue un cantante y músico de soul estadounidense más famoso por su trabajo como uno de los cantantes principales de The Temptations (1964-68) durante el periodo de los "Classic Five" del grupo, como se conoció posteriormente. Fue la voz principal en canciones tan famosas como "My Girl" y "Ain't Too Proud to Beg".
Conocido por su singular voz de tenor ronca y angustiada, Ruffin fue clasificado como uno de los 100 mejores cantantes de todos los tiempos por la revista Rolling Stone en 2008. Fue incluido en el Salón de la Fama del Rock and Roll en 1989 por su trabajo con los Temptations. Su compañero de grabación en la Motown, Marvin Gaye, dijo una vez con admiración sobre Ruffin que "oía [en su voz] una fuerza de la que carecía mi propia voz".

## Primeros años
Ruffin nació como Davis Eli Ruffin el 18 de enero de 1941, en la comunidad rural no incorporada de Whynot, Misisipi, a 15 millas de Meridian, Misisipi. Era el tercer hijo de Elias "Eli" Ruffin, ministro bautista, y de Ophelia Ruffin. Sus hermanos eran Quincy B. Ruffin, Reada Mae Ruffin y Jimmy Lee Ruffin. Ruffin también tenía otra hermana, Rosine, que murió en la infancia.

### Ancestros
Los padres de David Ruffin eran nativos de Misisipi. Su padre, Eli, trabajaba como camionero en numerosas madereras, y su madre, Ophelia, trabajaba en su casa. Los padres de Eli se habían trasladado de Alabama a Misisipi, debido a las duras circunstancias de vida tras la guerra civil estadounidense. Antes de vivir en Alabama, los bisabuelos de David Ruffin, John Ruffin y Clara Ruffin, se habían trasladado desde el condado de Bertie, en Carolina del Norte. John Ruffin fue un veterano de la Guerra Civil, que luchó con el 14.º Regimiento de Artillería Pesada de Color de los Estados Unidos.

### Infancia y adolescencia[3]
El padre de Ruffin era estricto y a veces violento. La madre de Ruffin murió por complicaciones en el parto diez meses después de su nacimiento, en 1941, y su padre se casó posteriormente con Earline, una maestra de escuela, en 1942. De pequeño, Ruffin, junto con sus otros hermanos (los mayores Quincy y Jimmy, y la hermana Reada Mae) viajaba con su padre y su madrastra como grupo familiar de gospel, abriendo espectáculos para Mahalia Jackson y The Five Blind Boys of Mississippi, entre otros. Ruffin cantaba en el coro de la Iglesia Metodista de Mount Salem, en concursos de talentos y dondequiera que pudiera. En 1955, a la edad de 14 años, se marchó de casa bajo la tutela de un ministro, Eddie Bush, y se fue a Memphis, Tennessee, con el propósito de seguir el ministerio.
A los 15 años, Ruffin se fue a Hot Springs, Arkansas, con el músico de jazz Phineas Newborn, Sr. Allí tocaron en el Fifty Grand Ballroom and Casino. Con el nombre de Little David Bush, Ruffin siguió cantando en concursos de talentos, trabajó con caballos en un club de jockey y acabó siendo miembro de The Dixie Nightingales. También cantó brevemente con The Soul Stirrers tras la marcha de Johnnie Taylor. En sus viajes de adolescente, Ruffin conoció a músicos tan populares como Elvis Presley, Little Richard, Frankie Lymon, Bobby Womack, The Staple Singers, Swan Silvertones y The Staple Singers.
Después de que algunos de sus ídolos cantantes, como Sam Cooke y Jackie Wilson, abandonaran la música gospel y se convirtieran en seculares, Ruffin también se orientó en esa dirección. Eddie Bush y su esposa, Dorothy Helen, llevaron a Ruffin, que entonces tenía 16 años, a Detroit (Míchigan), donde su hermano Jimmy se dedicaba a la música mientras trabajaba en la Ford Motor Company.

## Carrera

### Primeros años[3]
Tras trasladarse a Detroit con los Bush, Ruffin grabó su primer disco publicado con las canciones "You and I" (1958) b/w "Believe Me" (1958). Estas canciones se grabaron en Vega Records y se publicaron bajo el nombre de "Little David Bush", utilizando el apellido de su tutor. Ruffin recordaría más tarde cómo grabó inicialmente "un tipo de música diferente", fuertemente influenciado por el pop y el R&B más suave de la época, cuando grabó por primera vez en Detroit para Vega.
En 1957, Ruffin conoció a Berry Gordy Jr., entonces un compositor con ambiciones de dirigir su propio sello discográfico. Ruffin vivía con el padre de Gordy, un contratista, y ayudaba a "Pops" Gordy a realizar trabajos de construcción en el edificio que se convertiría en Hitsville USA, la sede de la discográfica de Gordy, Tamla Records (posteriormente Motown Records). El hermano de Ruffin, Jimmy, acabaría firmando como artista con el sello Miracle Records de Tamla.
Ruffin también trabajó junto a otro ambicioso cantante, Marvin Gaye, como aprendiz en Anna Records, un sello distribuido por Chess y dirigido por Gwen Gordy Fuqua, hermana de Gordy, y su socio compositor Billy Davis.
Al preguntarle sobre Ruffin en el Detroit Free Press en 1988, Gordy Fuqua dijo: "Era muy caballeroso, sí señora y no señora, pero lo que realmente me impresionó de David fue que era uno de los únicos artistas que he visto que ensayaba como si estuviera en el escenario". Según Ruffin, tanto él como Gaye empaquetaban discos para Anna Records.
Ruffin creó música como vocalista y batería en los Voice Masters, un combo de estilo doo-wop, y finalmente empezó a grabar en Anna Records, y grabó la canción "I'm in Love" b/w "One of These Days" (1961), con los Voice Masters, un grupo que incluía al futuro productor de Motown, Lamont Dozier. Otros miembros del grupo eran miembros de The Originals: Ty Hunter, CP Spencer, Hank Dixon y (el fundador de Voice Masters y The Originals) Walter Gaines. (En un momento dado, The Voice Masters también incluía a otro futuro miembro de los Temptations, Melvin Franklin, una de las numerosas personas que David reclamaría como primo). Ruffin firmó con Anna Records como artista en solitario, pero su trabajo en esa época no tuvo éxito.
Ruffin acabó conociendo a un prometedor grupo local llamado The Temptations. Su hermano mayor, Jimmy, participó en una gira de Motortown Revue con los Temptations, y le dijo a David que necesitaban a alguien que cantara como tenor en su grupo. Compartió su interés por unirse al grupo con Otis Williams, que también vivía en Detroit.
En enero de 1964, Ruffin se convirtió en miembro de los Temptations después de que el miembro fundador Elbridge "Al" Bryant fuera despedido del grupo. La primera sesión de grabación de Ruffin con el grupo fue el 9 de enero de 1964. Ruffin y su hermano hicieron una prueba para formar parte del grupo, pero finalmente eligieron a David después de que éste actuara con ellos en el escenario durante la fiesta de Nochevieja de la discográfica en 1963.

### The Temptations[9]
Después de unirse a los Temptations, Ruffin, con sus gafas, cantó inicialmente de fondo mientras el papel de cantante principal se alternaba entre Eddie Kendricks y Paul Williams. Cantó algunas partes principales, tanto en el escenario como en el estudio, durante su primer año con el grupo, pero sus pistas de estudio no se publicaron durante más de un año, ya que no se consideraron lo suficientemente buenas como para mostrar su voz. Sin embargo, Smokey Robinson, que produjo y coescribió la mayor parte del material de los Temptations en este momento, vio a Ruffin durante este período como un "gigante dormido" en el grupo con una voz única que era "melosa" pero "ruda". Robinson pensó que si podía escribir la "canción perfecta" para la voz de Ruffin, podría tener un éxito rotundo. La canción debía ser algo que Ruffin pudiera "cantar", pero también algo "melódico y dulce". Cuando Robinson logró su objetivo, la canción, "My Girl", se grabó en noviembre de 1964 y se publicó un mes después. Se convirtió en el primer número uno del grupo en 1965. Posteriormente, "My Girl" se convirtió en la canción emblemática de los Temptations y elevó a Ruffin al papel de cantante principal y líder.
Las continuaciones de "My Girl" también fueron sencillos de gran éxito, e incluyeron los éxitos dirigidos por Ruffin "It's Growing" (1965), "Since I Lost My Baby" (1965), "My Baby" (1965), "Ain't Too Proud to Beg" (1966), "Beauty Is Only Skin Deep" (1966), "(I Know) I'm Losing You" (1966), "All I Need" (1967), "(Loneliness Made Me Realize) It's You That I Need" (1967), "I Wish It Would Rain" (1967), y "I Could Never Love Another (After Loving You)" (1968). Ruffin también compartió la voz principal en el éxito de 1967 "You're My Everything" con Eddie Kendricks. Las actuaciones apasionadas y dramáticas de Ruffin, de 1,90 metros de altura, le hicieron ganarse el cariño del público y los aficionados de los Temptations. Según Otis Williams, Ruffin (al que el grupo apodaba juguetonamente "Ruff") era un comediante natural y un cantante muy trabajador cuando se unió al grupo.
La contribución no vocal más notable de Ruffin a los Temptations fue la creación de su característico soporte de micrófono de cuatro cabezas. Esto permitía a los demás miembros cantar y bailar sin tener que apiñarse en torno a un micrófono, mientras el cantante principal cantaba en otro micrófono.
Sin embargo, en 1967, las dificultades con Ruffin se convirtieron en un problema para el grupo. Se hizo adicto a la cocaína y empezó a faltar a los ensayos y a las actuaciones. Al negarse a viajar con los otros Temptations, Ruffin y su novia de entonces, Tammi Terrell, viajaron en una limusina personalizada (con la imagen de sus características gafas de montura negra pintada en la puerta). Después de que The Supremes cambiaran su nombre por el de Diana Ross & the Supremes a principios de 1967, Ruffin sintió que debía convertirse en el punto central de los Temptations, al igual que Diana Ross lo era para su grupo, y empezó a exigir que el nombre del grupo se cambiara por el de David Ruffin & the Temptations. Esto provocó varios desacuerdos entre Ruffin y el líder de facto del grupo, Otis Williams.
Además de los problemas del grupo con el ego de Ruffin, éste comenzó a indagar en los registros financieros de los Temptations, exigiendo una contabilidad del dinero del grupo. Esto provocó roces entre Ruffin y Gordy.
En junio de 1968, los Temptations acordaron que Ruffin había cruzado finalmente la línea cuando faltó a una cita con los Temptations el 22 de junio en Cleveland, Ohio, para asistir a una actuación de su nueva novia, Barbara Gail Martin (hija de Dean Martin). Ruffin fue despedido el 27 de junio y sustituido por Dennis Edwards, antiguo miembro de The Contours, que había sido amigo de Ruffin y del grupo en su conjunto con anterioridad. Aunque el propio Ruffin animó personalmente a Edwards a ocupar su lugar, Ruffin empezó a aparecer sin avisar en los conciertos de los Temptations durante las primeras fechas de Edwards con el grupo. Cuando el grupo empezaba a interpretar una canción de la época de Ruffin, como "My Girl" o "Ain't Too Proud to Beg", Ruffin subía de repente al escenario, le quitaba el micrófono de las manos a Edwards y le robaba el espectáculo, avergonzando al grupo pero entreteniendo a los aficionados. Según Edwards, la adulación y las súplicas de Ruffin convencieron a los otros cuatro Temptations para que le dieran una segunda oportunidad, pero cuando llegó tarde al que iba a ser su concierto de regreso con el grupo en Gaithersburg, Maryland, los Temptations decidieron mantener a Edwards y dejar de considerar la posibilidad de volver a contratar a Ruffin.
En octubre de 1968, Ruffin presentó una demanda contra Motown Records, en la que pedía que se le liberara de la discográfica y que se le diera cuenta de su dinero. Motown contraatacó para evitar que el cantante dejara la discográfica y finalmente se llegó a un acuerdo. El acuerdo exigía que Ruffin permaneciera en la Motown para terminar su contrato inicial (Ruffin se unió a la Motown como artista en solitario y siempre tuvo un contrato separado del resto de los Temptations, lo que, según algunos, causó muchas de las luchas internas del grupo).

### Solista
El primer sencillo en solitario de Ruffin fue una canción originalmente destinada a los Temptations, "My Whole World Ended (The Moment You Left Me)". El sencillo (del álbum también titulado My Whole World Ended) se publicó en 1969, y alcanzó el Top Ten del pop y el R&B de Estados Unidos. Le siguió el álbum Feelin' Good de 1969. Un tercer álbum, titulado David, se grabó en 1970-71, pero fue archivado por Motown y no vio la luz comercial hasta 2004.
En 1970, Ruffin grabó un álbum con su hermano Jimmy, I Am My Brother's Keeper, para el que tuvieron éxitos menores con "When My Love Hand (Comes Tumbling Down)" y "Your Love Was Worth Waiting For". Su siguiente lanzamiento oficial para Motown no llegó hasta 1973, cuando salió David Ruffin. Aunque su carrera en solitario fue inicialmente prometedora, Ruffin entró en declive, al parecer en parte por su adicción a la cocaína y la falta de apoyo de Motown.
Su último éxito entre los diez primeros fue "Walk Away from Love" en 1975, producido por Van McCoy, que alcanzó el número 9 en las listas de éxitos pop. También fue la única entrada de Ruffin en la UK Singles Chart (como artista en solitario), y también fue un éxito allí, llegando al Top Ten (alcanzando el n.º 10) a principios de 1976. El sencillo vendió más de un millón de copias y recibió un disco de oro de la R.I.A.A. en febrero de 1976.
Otras grabaciones notables de la carrera en solitario de Ruffin son "I Lost Everything I've Ever Loved" (1969); "I'm So Glad I Fell For You" (1970); "Blood Donors Needed (Give All You Can)" (1973); "Common Man" (1973) (que se sampleó en la canción de 2001 de Jay-Z "Never Change"); "No Matter Where" (1974); "Who I Am" (1975); "Statue of a Fool" (1975); y versiones de "I Want You Back" de The Jackson Five, "Rainy Night in Georgia" (popularizada por Brook Benton) -ambas grabadas para el álbum archivado de 1970-; y "I Miss You" (1973) de Harold Melvin & the Blue Notes, con Eddie Kendricks (más tarde Kendrick).
"Aunque algunos achacan el intermitente éxito de Ruffin después de los Temps a la deliberada negligencia corporativa, nunca he encontrado ni siquiera sus mayores éxitos en solitario tan innegables; sin grupo, su voz parece excesivamente tensa, ya sea moliendo arena o alcanzando los máximos."

-Christgau's Record Guide: Rock Albums of the Seventies.
Tras dejar la Motown en 1977, Ruffin grabó para Warner Bros. Records, publicando los álbumes So Soon We Change (1979) y Gentleman Ruffin (1980). Más tarde firmó con RCA Records, acompañado por su antiguo colega de los Temptations, Eddie Kendricks, que decidió reavivar su amistad cuando el propio Kendricks empezó a tener problemas con los Temptations.

### Colaboraciones
En 1982, Ruffin y Eddie Kendricks volvieron a unirse a los Temptations para la grabación de su álbum Reunion y para una gira de promoción del mismo. El álbum incluía el éxito de R&B "Standing on the Top" con Rick James. Sin embargo, la gira de reunión duró poco, ya que Ruffin empezó a faltar a los conciertos como consecuencia de su adicción a la cocaína, lo que llevó al grupo a ser multado con miles de dólares. Otis Williams despidió a Ruffin del grupo por segunda y última vez (junto con Kendricks, cuya voz se debilitó debido a que fumaba mucho) en la Navidad de 1982.
Ruffin empezó a hacer giras con Kendricks (que dejó de usar la "s" de su apellido en ese momento) como dúo en 1985. Ese año, Hall & Oates, aficionados de los Temptations desde hace mucho tiempo, se unieron a Ruffin y Kendrick para actuar en la reapertura del Teatro Apollo de Nueva York. Su actuación se publicó como un exitoso álbum en directo y un sencillo. Los cuatro cantantes también cantaron un popurrí de éxitos de los Temptations en el Live Aid del 13 de julio de 1985. En 1985, Hall & Oates, con Ruffin y Kendrick, publicaron un popurrí en directo de "The Way You Do the Things You Do" y "My Girl". Alcanzó el número 20 en el Billboard Hot 100, el número 12 en la lista de Adultos Contemporáneos y el número 40 en la lista de R&B. El sencillo le valió a Ruffin su primera y única nominación al Grammy. John Oates escribió más tarde un pequeño éxito para Ruffin y Kendrick, pero los dos dúos se separaron, supuestamente debido a las objeciones de Daryl Hall sobre el fuerte consumo de drogas de Ruffin.
Después de entrar en el Salón de la Fama del Rock and Roll con los Temptations en 1989, Ruffin, Kendrick y Dennis Edwards empezaron a hacer giras y a grabar como "Ruffin/Kendrick/Edwards": Former Leads of The Temptations". En 1991, completaron una exitosa gira de un mes por Inglaterra que recaudó casi 300.000 dólares. En el momento de su muerte estaban planeando una gira europea. Había terminado de grabar el sencillo "Hurt the One You Love" para Motorcity Records.

## Vida personal

### Relaciones, hijos y abuso doméstico
Ruffin se casó dos veces. Su primer matrimonio fue con Sandra Barnes en 1961, con quien tuvo tres hijas, Cheryl, Nedra y Kimberly. Tuvo un hijo con su novia de muchos años, Genna Sapia, a la que conoció en 1964. Ella llamó a su hijo David E. Sapia, pero Ruffin cambió más tarde su nombre por el de David Eli Ruffin, Jr. Los tres vivieron juntos durante años. En 1976, Ruffin se casó con Joy Hamilton. Tras su muerte, Sapia añadiría "Ruffin" a su apellido en homenaje a su relación, y para dar continuidad a su hijo. En 2003, Sapia-Ruffin publicó A Memoir: David Ruffin--My Temptation, que detalla la infidelidad y el comportamiento abusivo de Ruffin.
En 1966, Ruffin comenzó a salir con Tammi Terrell después de que ella se uniera a la Motortown Revue; abriendo para los Temptations. Tuvieron una relación tumultuosa. Ruffin la sorprendió con una propuesta de matrimonio, pero después de anunciar su compromiso en el escenario se enteró de que él ya estaba casado. Ruffin se volvió cada vez más violento con Terrell a medida que su consumo de drogas empeoraba. Terrell puso fin a su relación después de que Ruffin la golpeara en la cabeza con el casco de su moto en 1967. Aunque tenía migrañas desde la infancia, Terrell declaró a la revista Ebony en 1969 que creía que su estado emocional durante esta relación era un factor que contribuía a sus dolores de cabeza. Terrell murió de un tumor cerebral en 1970.
En el momento de su muerte, Ruffin vivía en Filadelfia desde 1989 con su novia Diane Showers, que lo conoció como fan de 14 años.

### Adicción a las drogas y cuestiones jurídicas
Ruffin buscó por primera vez tratamiento para su adicción a las drogas en 1967.
En 1978, Ruffin fue detenido en una fiesta de cumpleaños en Memphis. Se le acusó de alteración del orden público "por negarse a varias peticiones" de abandonar la zona, después de que supuestamente amenazara a algunos policías y a sus familias mientras le trasladaban a la cárcel. Ruffin negó haber proferido amenazas y fue puesto en libertad bajo su propia responsabilidad.
En 1982, Ruffin fue acusado de pagar 5.000 dólares y condenado a seis meses en una prisión de baja seguridad en Terre Haute, Indiana, por no haber pagado impuestos por valor de más de 310.000 dólares en tres años (1975-77). Cumplió cuatro meses y fue liberado anticipadamente por buena conducta.
El 19 de mayo de 1986, se declaró inocente de un cargo de recepción y ocultación de bienes robados por valor inferior a 100 dólares (una pistola Colt del calibre 32) y se le impuso una multa de 50 dólares más 100 dólares en concepto de costas judiciales. Se retiraron los cargos de asalto y agresión y de recepción de bienes robados por valor de más de 100 dólares.
En julio de 1987, Ruffin pasó una noche en la cárcel después de ser detenido tras una redada en una casa de Detroit. Se le acusó de posesión de cocaína con intención de distribuir menos de 20 gramos de cocaína. Quedó en libertad tras pagar una fianza de 1.500 dólares. Ruffin fue declarado no culpable de posesión, pero sí de consumo de la droga. Fue condenado a dos años de libertad condicional y a 50 días de servicios comunitarios. En 1989, se le ordenó ingresar en un centro de rehabilitación de drogas tras violar su libertad condicional en tres ocasiones. Completó un programa de tratamiento de drogas de 28 días en el Instituto Areba Casriel de Nueva York.

## Fallecimiento
Tras completar una exitosa gira de un mes por Inglaterra (Reino Unido) con Kendricks y Edwards, David Ruffin murió el 1 de junio de 1991 por una sobredosis accidental de crack. Según las autoridades, Ruffin se desmayó en una casa de crack del oeste de Filadelfia, a la que había acudido con su amigo Donald Brown. Brown llevó a Ruffin al Hospital de la Universidad de Pensilvania, donde fue declarado muerto a las 3:55 de la madrugada por "una reacción adversa a las drogas (cocaína)", después de que el personal de urgencias pasara casi una hora intentando reanimarlo. The Associated Press informó de que Ruffin y un hombre llamado William Nowell se repartieron diez frascos de cocaína crack dentro de la casa de Nowell en el oeste de Filadelfia horas antes de que muriera. Aunque la causa de la muerte se consideró un accidente, la familia y los amigos de Ruffin sospecharon que se trataba de un juego sucio, alegando que faltaba en su cuerpo un cinturón de dinero que contenía 40.000 dólares. Sin embargo, su novia de entonces, Diane Showers, no se sorprendió cuando le informaron de su muerte. "Cuando David tenía mucho dinero, podía hacer las cosas que quería", dijo.
En la miniserie de televisión The Temptations, se muestra el cuerpo golpeado de Ruffin tirado en la calle frente a un hospital donde muere. En la miniserie también se afirma que su cuerpo permaneció sin reclamar en una morgue durante una semana después de su muerte. Por ello, el patrimonio de Ruffin demandó a la NBC y a otros actores importantes implicados en la realización de la serie, alegando difamación. Según los demandantes en el caso, Ruffin fue en realidad llevado al hospital en una limusina y fue escoltado a la sala de espera por su conductor, que informó a los asistentes de su identidad. Los hijos de Ruffin declararon además que su cuerpo fue reclamado por uno de ellos a los pocos días de su muerte. El patrimonio de Ruffin perdió el juicio, y la sentencia en su contra fue confirmada en apelación.
El funeral de Ruffin se celebró en la iglesia baptista New Bethel de Detroit. Los miembros supervivientes de los Temptations cantaron "My Girl". Stevie Wonder y Aretha Franklin también cantaron en el funeral. Michael Jackson se ofreció a pagar los gastos del funeral, pero no asistió al servicio. Jackson, Rod Stewart, Daryl Hall & John Oates, Diana Ross, los Spinners y Martha Reeves and the Vandellas enviaron arreglos florales.
Ruffin está enterrado en la sección tres del cementerio Woodlawn de Detroit.

## Legado
Ruffin tenía muchos admiradores entre sus colegas artistas. "Nadie podía cantar como David Ruffin", decía su íntima amiga y colega Martha Reeves (de Martha and the Vandellas). Su contemporáneo, compañero de discográfica y viejo conocido, Marvin Gaye, estaba especialmente impresionado por la virilidad de la voz de Ruffin. Gaye dijo que el trabajo de Ruffin "me hizo recordar que cuando muchas mujeres escuchan música, quieren sentir el poder de un hombre de verdad".
Daryl Hall dijo: "Su voz tenía una cierta angustia gloriosa que hablaba a la gente en muchos niveles emocionales". El propio Ruffin dijo: "No sé qué tipo de voz tengo, realmente no lo sé... sólo se trata del sentimiento que me produce la canción".
Rod Stewart dijo: "['I Wish It Would Rain'] salía de los altavoces y me llenaba el alma". Más tarde, Stewart se haría amigo de Ruffin. "Su voz era tan poderosa como una sirena de niebla en el Queen Mary", dijo Stewart a Rolling Stone en 2005.
La portada del último álbum de Ruffin, Gentleman Ruffin, sirvió de inspiración para el arte de la mixtape Kush & Orange Juice del rapero Wiz Khalifa.
En 2013, David Ruffin ingresó dos veces en el Salón de la Fama de la Música Rhythm & Blues de la Universidad Estatal de Cleveland. Está incluido como artista en solitario y como miembro de los Temptations. Ruffin también está incluido en el Salón de la Fama de los Músicos de Misisipi.
En junio de 2019, la ciudad de Detroit desveló "David Ruffin Avenue" como el nombre de la calle secundaria en la que vivía antiguamente, en el 17385 de Parkside. La ceremonia fue organizada por el fundador LaMont Robinson del National Rhythm & Blues Hall of Fame. A ella asistieron la familia y los amigos de Ruffin, entre ellos Martha Reeves y Mary Wilson.
El 26 de octubre de 2019, la ciudad de Meridian nombró ceremonialmente una sección de la calle 8 cerca del Teatro Temple "David Ruffin Boulevard". Ruffin nació en la cercana zona rural de Whynot, pero reivindicó Meridian como su hogar. La familia de Ruffin asistió al homenaje y a la inauguración de su estrella en el paseo de la fama de Mississippi Arts + Entertainment Experience. Durante las celebraciones, la banda de música "Sonic Boom of the South" de la Universidad Estatal de Jackson encabezó un desfile. Lamont Robinson, director del National Rhythm & Blues Hall of Fame y también yerno de Ruffin, presentó la idea a Meridian.

## Cultura popular
En 1998, la NBC emitió The Temptations, una miniserie de televisión de cuatro horas de duración sobre la carrera del grupo, Ruffin fue retratado por Leon Robinson (que suele ser acreditado simplemente como "Leon" como su nombre profesional). El actor recibió grandes elogios por su interpretación, pero la familia de Ruffin se sintió molesta por la forma en que la serie lo retrató, y presentó una demanda contra los productores de la serie y contra Otis Williams, cuyas memorias habían sido el material de partida. El caso fue desestimado a favor de los demandados, y Williams alegó posteriormente que no tenía ningún control real sobre la presentación del material.
Grand Puba, de Brand Nubian, se refirió al cantante en el sencillo de 1990 "All for One", declarando: "Golpeo un ritmo y balanceo una nota como si mi nombre fuera David Ruffin".
El rapero Machine Gun Kelly también hizo referencia al cantante en su canción de 2013 "See My Tears" afirmando: "Luché contra toda mierda de tentación, supongo que soy David Ruffin, ¿eh?".
Little Brother sampleó la canción Slow Dance de Ruffin para su canción Slow It Down.
La primera canción del CD de Fall Out Boy de 2005 From Under the Cork Tree iba a titularse "My Name is David Ruffin...and These are The Temptations", pero por motivos legales el nombre se cambió a "Our Lawyer Made Us Change the Name of This Song So We Wouldn Get Sued".
El grupo de hip hop Hotstylz utilizó la canción de Ruffin y se refirió a su nombre en su sencillo "Lookin' Boy".
NLE Choppa hizo referencia a Ruffin en el sencillo de Polo G para 2020, "Go Stupid", declarando: "Givin' niggas temptation like he David Ruffin".
El grupo de rap rock estadounidense Gym Class Heroes hace referencia a Ruffin en la canción de 2008 "Like Father, Like Son (Papa's Song)" de su álbum The Quilt declarando: "Nunca entendí la tentación. Pero supongo que ambos tenemos un poco de David Ruffin en nosotros".
Ruffin es representado en el musical de Broadway, Ain't Too Proud, por Ephraim Sykes.